# Никольское (Данковский район)
Никольское — село Бигильдинского сельсовета Данковского района Липецкой области.

## Географическое положение
Село расположено на берегу Дона в 7 км на север от центра поселения села Бигильдино и в 19 км на север от райцентра города Данков.

## История
Никольское в качестве нового села с церковью Никольской упоминается в окладных книгах 1676 года. Вместо упоминаемой в XVII веке и сгоревшей Никольской церкви в 1797 году построена была крестьянином Карпом Голиковым новая - в прежнее храмонаименование. В 1868 году устроен был новый иконостас, в 1876 году заново перестроена колокольня, а в 1883 году устроен придел в честь св. Тихона Задонского.
В XIX — начале XX века село входило в состав Долговской волости Данковского уезда Рязанской губернии. В 1906 году в селе было 136 дворов.
С 1928 года село являлось центром Никольского сельсовета Данковского района Козловского округа Центрально-Чернозёмной области, с 1954 года — в составе Бигильдинского сельсовета Липецкой области.

## Население
| 1859 | 1897 | 1906 | 2010 |
| ---- | ---- | ---- | ---- |
| 944  | ↘831 | ↘760 | ↘86  |

## Достопримечательности
В селе действующая Церковь Николая Чудотворца (2018). 

## Известные люди
Родина Героя Советского Союза Захарова Алексея Никоноровича.